# Are You Here
Are You Here è un film del 2013 diretto da Matthew Weiner.